# Diego Gallego
Diego Gallego Arnaiz (* 9. Juni 1982) ist ein ehemaliger spanischer Radrennfahrer und späterer Sportlicher Leiter.

## Karriere
Gallego fuhr in seiner gesamten internationalen Karriere für das spanische UCI Continental Team Burgos 2016-Castilla y León, welches anfänglich noch Viña Magna-Cropu hieß. Seinen einzigen Erfolg bei einem Rennen des internationalen Kalenders erzielte er 2007 auf einer Etappe des Cinturón a Mallorca. Nach Ablauf der Saison 2011 beendete er seine Karriere als Aktiver und wurde Sportlicher Leiter seiner letzten Mannschaft.

## Erfolge
2007
- eine Etappe Cinturón a Mallorca